# 厄赖格切尔特
厄赖格切尔特，是匈牙利南部巴奇-基什孔州所辖的一个村，总面积43.06平方公里，总人口972，人口密度23人/平方公里（2002年）。地理坐标为46°31′N 19°07′E。